# José Luis Rodríguez Zapatero
José Luis Rodríguez Zapatero (Valladolid, 4 d'agost de 1960) és un polític espanyol, sent el cinquè President del Govern d'Espanya de l'actual període democràtic espanyol després de guanyar les eleccions generals de l'any 2004, i el segon del Partit Socialista Obrer Espanyol després que Felipe González n'ostentés el càrrec de 1982 a 1996.

## Dades familiars
El 27 de gener de 1990, Zapatero va contraure matrimoni amb Sonsoles Espinosa, professora de música i filla d'un militar. Tots dos tenen dues filles, Alba (1995) i Laura (1993). L'avi de Zapatero, Juan Rodríguez Lozano, era capità republicà i va ser afusellat el 18 d'agost de 1936 per negar-se a participar en la sublevació nacional i defensar la legitimitat del govern de la República.

## Carrera
El 1979, i amb només 16 anys, Zapatero es va afiliar al Partit Socialista Obrer Espanyol (PSOE). Llicenciat en dret per la Universitat de Lleó, sempre ha treballat a l'Administració pública, sent el seu primer treball professor associat de Dret Polític a aquesta universitat (1982-1986). Quan el 1986 deixa aquest treball passa a ser el diputat més jove del congrés, sent diputat per la província de Lleó, formant part successivament de les comissions de Justícia i Interior, Constitucional, Defensor del Poble i d'Administracions públiques, on era portaveu del seu grup. El 1988 Zapatero és escollit secretari general provincial del PSOE a Lleó, essent reelegit tres anys més tard amb el 98% dels vots dels delegats al congrés. El 1992, durant el 32è congrés del PSOE, Zapatero entra a l'executiva federal del partit. Durant les diferents legislatures renova la seva acta de diputat, incloent les eleccions de 2000.

## El 35è congrés federal del PSOE
José Luís Rodríguez Zapatero va arribar a la secretaria general del PSOE el juliol de 2000 després de guanyar una renyides eleccions amb el seu rival i favorit José Bono. Al congrés s'hi varen presentar unes altres dues candidates que van quedar descartes de seguida, Rosa Díez del PSE-EE i Matilde Fernández, pròxima a l'òrbita d'Alfonso Guerra.
Zapatero va comptar principalment amb el suport del Partit dels Socialistes de Catalunya (PSC) i del PSOE d'Andalusia per guanyar el congrés, mentre que els barons, amb Felipe González inclòs, van donar suport a Bono.
De fet, un cop acabades les eleccions del 12 de març de 2000, amb la victòria per majoria absoluta del Partit Popular (PP), i amb la convocatòria del congrés extraordinari del partit, Zapatero va fer costat a Bono, fins que els seus companys de l'anomenada tercera via, especialment Trinidad Jiménez, Jordi Sevilla, Carme Chacón i Jesús Caldera el van convèncer perquè es presentés a secretari general.

## Cites electorals com a Secretari General
D'ençà que Rodríguez Zapatero és secretari general del PSOE, el partit socialista ha estat sempre la llista més votada en les eleccions de caràcter general, tant sigui les municipals de 2003, les generals de 2004 i les europees del mateix any. A Catalunya els resultats en aquestes diferents cites electorals també han donat com a llista més votada el PSC, especialment a les eleccions europees.

### Eleccions municipals 2003
Malgrat ser la força més votada, la victòria va ser força amarga per a Zapatero, ja que la sensació de desfeta que havia de patir el PP després de la guerra d'Iraq no es va produir. El PP es va endur més regidors i la majoria d'alcaldies de capitals de província, especialment Madrid on Alberto Ruíz-Gallardón va esdevenir alcalde. El PSOE va obtenir victòries importants a Saragossa, La Corunya, Sant Sebastià i Sevilla. A Catalunya, el PSC va perdre força vots amb relació a Esquerra Republicana de Catalunya (ERC) i Iniciativa per Catalunya Verds (ICV), tot i que va tornar a ser la llista més votada a Barcelona, Girona i Lleida i va perdre a Tarragona per molt poc.
| Partit (Espanya) | Núm. vots          | Regidors |
| ---------------- | ------------------ | -------- |
| PSOE             | 7.999.178 (34,83%) | 23.224   |
| PP               | 7.875.762 (34,29%) | 23.615   |
| Altres           | 1.534.924 (6,68%)  | 4.892    |
| CiU              | 789.871 (3,44%)    | 3.687    |
| IU               | 1.394.871 (6,07%)  | 2.198    |
| ERC              | 419.961 (1,83%)    | 1.282    |

| Partit (Catalunya) | Núm. vots          | Regidors |
| ------------------ | ------------------ | -------- |
| PSC                | 1.103.851 (34,02%) | 2.281    |
| CiU                | 789.871 (24,34%)   | 3.687    |
| ERC                | 419.961 (12,77%)   | 1.282    |
| ICV                | 335.861 (10,37%)   | 397      |
| PP                 | 360.553 (11,11%)   | 350      |
| Altres             | 123.122 (3,79%)    | 358      |

### Eleccions autonòmiques de 2003
Les eleccions al Parlament de Catalunya (2003) suposen, en principi, una derrota pel PSC que guanya en vots, però no en escons, però la decisió d'ERC de fer President de la Generalitat a Pasqual Maragall obren una nova etapa política a Catalunya. Zapatero dona suport a la creació del tripartit tot i les desavinences posteriors.
| Partit (Catalunya) | Núm. vots          | Diputats |
| ------------------ | ------------------ | -------- |
| CiU                | 1.024.425 (31,23%) | 46       |
| PSC                | 1.031.454 (31,44%) | 42       |
| ERC                | 544.324 (16,59%)   | 23       |
| PP                 | 393.499 (12,0%)    | 15       |
| ICV                | 241.163 (7,35%)    | 9        |

| Partit (Catalunya) | Núm. vots          | Diputats |
| ------------------ | ------------------ | -------- |
| PSC-PSOE           | 1.586.748 (39,47%) | 21       |
| PP                 | 626.107 (15,58%)   | 6        |
| CiU                | 835.471 (20,78%)   | 10       |
| ERC                | 638.902 (18,89%)   | 8        |
| ICV                | 234.790 (5,84%)    | 2        |

### Eleccions al Parlament Europeu 2004
Les eleccions al Parlament Europeu de 2004 van ser plantejades pel PP com una venjança del que havia succeït al 14-M. De totes maneres, la principal notícia fou la baixa participació que no arribà al 50%, i la victòria, encara que per poc menys de 400.000 vots, del PSOE. A Catalunya, després d'uns mesos políticament molt intensos, el PSC tornaria a guanyar les eleccions, aquesta vegada probablement amb el marge més ampli, ja que hauria obtingut pràcticament 25 punts d'avantatge sobre la segona força política, en aquest cas el PP de Josep Piqué.
| Partit (Espanya)   | Núm. vots          | Diputats |
| ------------------ | ------------------ | -------- |
| PSOE               | 6.741.112(43,46%)  | 25       |
| PP                 | 6.393.192 (41,21%) | 24       |
| GALEUSCA           | 798.816 (5,15%)    | 2        |
| IU-ICV             | 643.136 (4,15%)    | 2        |
| Europa dels Pobles | 380.709 (2,45%)    | 1        |

| Partit (Catalunya)   | Núm. vots | % de vots |
| -------------------- | --------- | --------- |
| PSC                  | 907.121   | 42,85%    |
| PP                   | 377.104   | 17,81%    |
| GALEUSCA             | 369.103   | 17,44%    |
| IU-ICV               | 151.871   | 7,17%     |
| Europa dels Pobles   | 249.757   | 11,8%     |
| Grup Verd Europeu    | 12.793    | 0,6%      |
| PARTIDO DEL CANNABIS | 9.205     | 0,43%     |

### Referèndum Constitució Europea
Com a president del govern espanyol, Zapatero va convocar un referèndum per aprovar la Constitució Europea firmada a Roma. Al febrer de 2005, els ciutadans de l'estat espanyol van ratificar el tractat en referèndum, tot i que la participació va ser molt baixa, ja que tan sols van votar el 41,77%. A Catalunya, els ciutadans que van votar també van ratificar el tractat, tot i que el percentatge de vots negatius va ser més elevat que a la resta de l'estat. La participació a Catalunya va ser del 40,6%. Posteriorment, el tractat no va ser ratificat pels electors de França i dels Països Baixos.
| Opció (Espanya) | Núm. vots           |
| --------------- | ------------------- |
| Sí              | 11.057.563 (76,96%) |
| No              | 2.453.002 (17,07%)  |
| Blanc           | 856.664 (5,96%)     |

| Opció (Catalunya) | Núm. vots          |
| ----------------- | ------------------ |
| Sí                | 1.386.794 (64,84%) |
| No                | 597.198 (27,92%)   |
| Blanc             | 154.926 (7,24%)    |

### Referèndum Reforma Estatut de Catalunya
El 18 de juny de 2006, se celebraria el referèndum sobre la reforma de l'estatut d'autonomia de Catalunya. El procés que havia començat quan Zapatero encara era secretari general del PSOE i acabaria en un referèndum al bell mig de la legislatura. El sí que defensaven tant el PSOE, el PSC, ICV i CiU guanyaria enfront del no que defensaven el PP i ERC. La jornada estaria marcada per la baixa participació, ja que tan sols el 49,4% dels electors s'arribaria als col·legis electorals a dipositar el seu vot.
| Opció | Núm. vots         |
| ----- | ----------------- |
| Sí    | 1.881.765 (73,9%) |
| No    | 528.472 (20,76%)  |
| Blanc | 135.998 (5,34%)   |

### Eleccions autonòmiques de 2006
L'any 2006 i després de la dissolució del tripartit, el president Pasqual Maragall dissol el Parlament de Catalunya i convoca eleccions pel dia 1 de novembre de 2006. A més a més, Maragall anuncià la seva intenció de no presentar-se i José Montilla, fins aleshores ministre d'Indústria del govern de Zapatero, és escollit candidat a la presidència de la Generalitat de Catalunya pel PSC i substituït per Joan Clos.
Les eleccions mostren una pèrdua de 5 escons per al PSC i de milers de vots, especialment a la circumscripció de Barcelona, i la vuitena victòria de CiU en unes leccions autonòmiques, aquesta vegada en vots i en escons.
Els pactes posteriors a les eleccions, permeten la reedició del tripartit entre el PSC, ERC i ICV i fan a l'exministre del govern de Zapatero, José Montilla, president de la Generalitat i a Josep Lluís Carod-Rovira Conseller de la Vicepresidència. Malgrat que en diferents mitjans de comunicació es va dir que Zapatero preferia un pacte entre el PSC i CiU, oficialment respecta la política d'aliances decidida pel PSC a Catalunya.
| Partit (Catalunya) | Núm. vots        | Diputats |
| ------------------ | ---------------- | -------- |
| CiU                | 928.511 (31,52%) | 48       |
| PSC                | 789.767 (26,81%) | 37       |
| ERC                | 414.067 (14,06%) | 21       |
| PP                 | 313.479 (10,64%) | 14       |
| ICV                | 281.474 (9,66%)  | 12       |
| C's                | 89.567 (3,04%)   | 3        |

## Líder de l'oposició (2000-2004)

### Les primeres polèmiques
Els primers problemes entre Zapatero com a líder de l'oposició i José María Aznar com a president del govern van ser pel preu del petroli i especialment per les declaracions de la ministra de sanitat davant el mal de les vaques boges. Posteriorment, l'atracament del Tireless a les costes de Gibraltar tornarien a provocar polèmica entre govern i oposició.
El 19 de desembre de 2001, Zapatero fa una visita al regne del Marroc poc després de l'expulsió de l'ambaixador espanyol a Rabat, el que comporta crítiques des del govern d'Aznar que acabarien amb la crisi de la invasió de l'illot de Perejil per part de tropes marroquines. Zapatero, però, afirmaria durant el debat de l'estat de la nació de 2002 que Aznar podia tenir tot el seu suport en aquesta crisi.

### Vagues generals
El 20 de juny de 2002 els sindicats majoritaris de l'Estat, CCOO i la UGT, convoquen una vaga general a la qual Zapatero dona suport. La vaga té un èxit relatiu segons la font. Mentre sindicats i el PSOE asseguren l'èxit de la protesta, el portaveu del govern assegura a les set del matí que la vaga ha estat un fracàs, mostrant alguns diaris que havien sortit al carrer. El 10 d'abril de 2003 una nova vaga general de 2 hores va ser convocada per UGT i les federacions de CCOO sense majoria oficialista contra la participació d'Espanya en la Guerra de l'Iraq i els seus efectes socioeconòmics. CGT i CNT convoquen vaga general de 24 hores.

### El Prestige

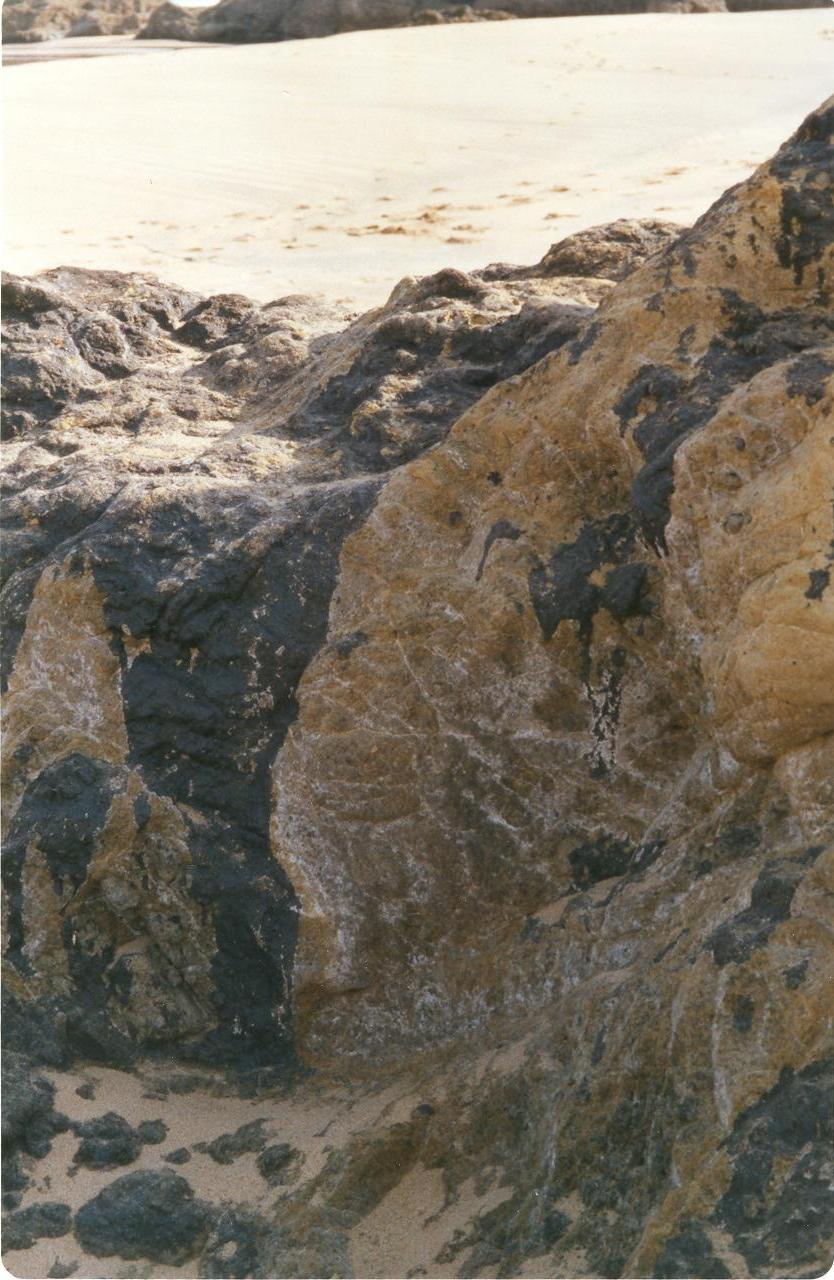
Restes de chapapote a la platja de Bakio (Biscaia)

El 19 de novembre de 2002, un petrolier rus, el Prestige, s'enfonsà prop de les costes gallegues provocant una marea negra (chapapote) que arribà de la Costa da Morte fins a les platges de Guipúscoa. El govern, però, va treure importància en un començament al problema, i fins i tot el portaveu del govern, Mariano Rajoy, afirmaria que tan sols uns petits filaments sortien del vaixell i arriben a l'aigua. La realitat, però, denotaria una important catàstrofe ecològica amb la pèrdua de moltes vides animals i d'ecosistemes. Zapatero i el PSOE criticarien la falta de reacció del govern i donarien suport a les queixes que arribaven de diferents col·lectius com Nunca Mais. De totes maneres, durant una manifestació de protesta a Santiago de Compostel·la el líder del PSOE va ser escridassat per alguns manifestants.

### La Guerra d'Iraq

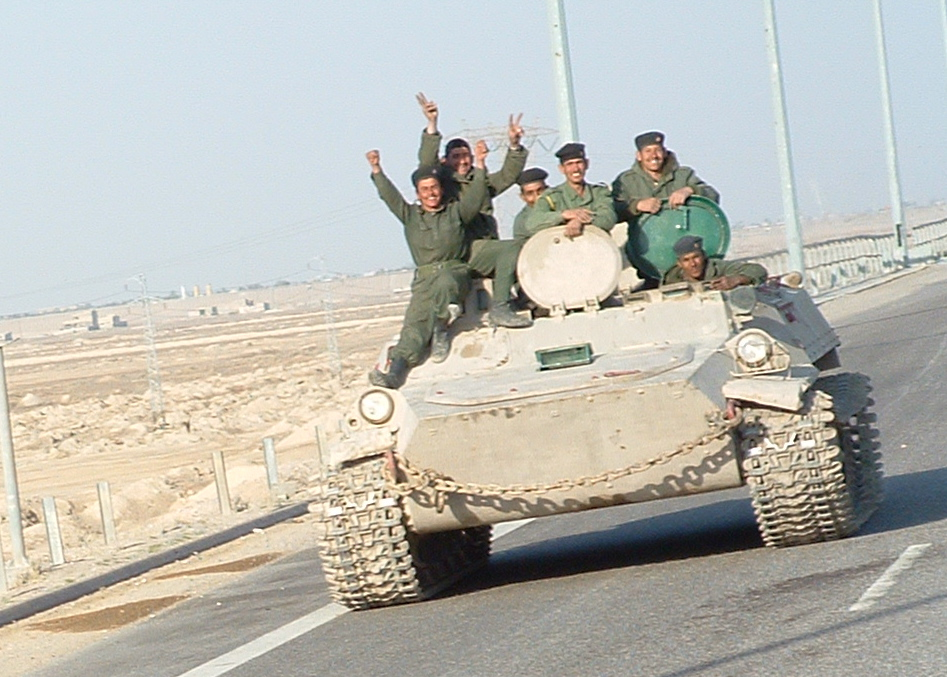
Soldats iraquians al final de la guerra d'Iraq

La decisió de George W. Bush d'envair l'Iraq i acabar amb la dictadura de Saddam Hussein va provocar l'enfrontament més important entre el PSOE i el govern mentre Zapatero va estar a l'oposició. Els sondejos d'opinió mostraven que la majoria de la població espanyola rebutjava aquesta invasió, però el govern del PP va decidir donar suport no militar a la invasió de tropes dels Estats Units i del Regne Unit durant una reunió entre Bush, Aznar i Tony Blair a l'arxipèlag portuguès de les Açores. Aquesta decisió va portar que hi haguessin multitudinàries manifestacions arreu de l'estat. A l'organitzada a Madrid, Zapatero va assistir-hi en qualitat de cap de l'oposició i líder del PSOE. Un cop acabada la guerra, el govern d'Aznar sí que donaria suport militar enviant tropes espanyoles a territori iraquià, fet que provocà la promesa electoral de Zapatero de retirar-les si era elegit president.

### Els atemptats de l'11-M
L'11 de març de 2004 una série d'explosius destrossen quatre trens de rodalia de la ciutat de Madrid. En un primer moment el govern atribueix l'atemptat a ETA i Zapatero fa un comunicat mostrant la seva indignació en contra del crim comès per la banda terrorista i cancel·lant el final de campanya de les eleccions que s'havien de celebrar el diumenge 14 de març. Posteriorment, a mesura que avança la investigació, l'autoria sembla estar més pròxima a moviments islamistes pròxims a Al-Qaida que no pas a ETA. Tot i així el govern d'Aznar, especialment el ministre d'interior Ángel Acebes segueixen denotant que la principal sospitosoa és ETA, el que provoca la indignació de molta gent i la protesta espontània davant diferents seus del PP. Zapatero es manté al marge i no fa cap comunicat fins que el mateix dia de les eleccions, assegura que és el guanyador de les mateixes i demana als seus simpatitzants que ho celebrin amb moderació, per respecte a les víctimes. Els simpatitzants del PSOE que celebraven la victòria electoral el respongueren amb crits de «No nos falles!» (No ens fallis).

## Legislatura2004-2008

### Eleccions generals a les Corts Espanyoles 2004
El 14 de març de 2004, Zapatero guanyaria contra pronòstic les eleccions generals amb 6 punts d'avantatge sobre el PP. El diumenge abans de les eleccions, penúltim dia permès per la legislació espanyola per a publicar sondejos d'opinió, les enquestes marcaven una tendència més o menys elevada cap a un tímid retrocés del PP que guanyava les eleccions i un avanç del PSOE que evitava, per poc o per molt segons la publicació, la majoria absoluta de Mariano Rajoy.
El dijous 11 de març, però, una sèrie d'explosions en uns trens de rodalia de la capital de l'estat espanyol, on moririen 191 persones, van comportar una tempesta política. Mentre, les investigacions semblava que apuntaven a Al-Qaida, el govern d'Aznar es mostrava convençut de l'autoria d'ETA. Durant les manifestacions institucionals del dia 12 de març i espontànies del 13 de març, les queixes per la gestió dels atemptats per part del govern van ser evidents. El dia de les eleccions, el recompte mostrava que era el PSOE qui havia guanyat les eleccions.
| Partit (Espanya) | Núm. vots           | Diputats |
| ---------------- | ------------------- | -------- |
| PSOE             | 11.026.163 (42,59%) | 164      |
| PP               | 9.763.144 (37,71%)  | 148      |
| CiU              | 835.471 (3,23%)     | 10       |
| ERC              | 652.196 (2,52%)     | 8        |
| PNB              | 420.980 (1,63%)     | 7        |
| IU               | 1.284.081 (4,96%)   | 5        |
| CC               | 235.221 (0,91%)     | 3        |
| BNG              | 208.688 (0,81%)     | 2        |
| CHA              | 94.252 (0,36%)      | 1        |
| EA               | 80.905 (0,31%)      | 1        |
| NAF-BAI          | 61.045 (0,24%)      | 1        |

### La promesa i tramitació de l'Estatut
El 13 de novembre de 2003 en un multitudinari míting del PSC al Palau de Sant Jordi en campanya electoral de les eleccions autonòmiques, que portaren a Pasqual Maragall a la Generalitat, Rodríguez Zapatero la promesa d'aprovar l'Estatut:
| « | Donaré suport a la reforma de l'Estatut de Catalunya que aprovi el Parlament de Catalunya | » |

El 30 de setembre de 2005, després de dos anys de preparació i negociacions el Parlament de Catalunya va aprovar per 120 vots a favor i 15 en contra, de l'proposta de nou Estatut d'Autonomia, que proclama al seu article 1, que «Catalunya és una nació» (afirmació que cauria del posterior text definitiu). El 2 de novembre el Congrés dels Diputats aprovà l'admissió a tràmit del nou Estatut d'Autonomia per a Catalunya amb el suport de tots els grups excepte el PP que el mateix dia va presentar un recurs d'inconstitucionalitat. Al cap d'un temps, però, Zapatero va assegurar que qualsevol estatut que s'aprovés, havia de ser respectuós amb la carta magna espanyola i venir avalat per un ampli consens.
Posteriorment, i durant les negociacions, Zapatero va arribar a un pacte amb Artur Mas de CiU per aprovar el nou Estatut d'Autonomia a les corts espanyoles. Aquest pacte però només va ser subscrit per tres del quatre grups parlamentaris que havien donat suport al text al Parlament: CiU, PSC i ICV. El quart, ERC no va signar aquest acord i no va votar a favor Estatut ni al Congrés ni al Senat espanyol. Després de diferents deliberacions, ERC va demanar el «No» al referèndum, cosa que va provocar que Pasqual Maragall expulsés els republicans del govern català i que Zapatero evidenciés la intenció de combinar els pactes amb CiU i amb ERC a les corts espanyoles.

### Matrimonis homosexuals
Una de les iniciatives del govern de Zapatero ha estat legalitzar el matrimoni entre persones del mateix sexe i permetre l'adopció de fills. La iniciativa va tenir l'oposició del PP i de la Conferència Episcopal Espanyola que entenien que aquesta llei anava en contra de la família, promovent una manifestació multitudinària a Madrid en protesta d'aquesta. Fins i tot, la iniciativa va ser rebutjada des de la Santa Seu.

### El retorn a Catalunya d'una part de la documentació confiscada pel franquisme
Una altra de les decisions polèmiques del govern de Zapatero ha estat el retorn a Catalunya d'una part de la documentació confiscada per la dictadura franquista i que restaven a les dependències de l'Arxiu General de la Guerra Civil situat a Salamanca. La decisió, molt celebrada a Catalunya va ser molt criticada a la ciutat de Salamanca on fins i tot es va canviar el nom del carrer on estava l'arxiu. L'ajuntament de Salamanca va canviar el nom del carrer de Gibraltar per Calle del Expolio l'any 2006, però el canvi va ser revertit cinc anys més tard.

### Política exterior

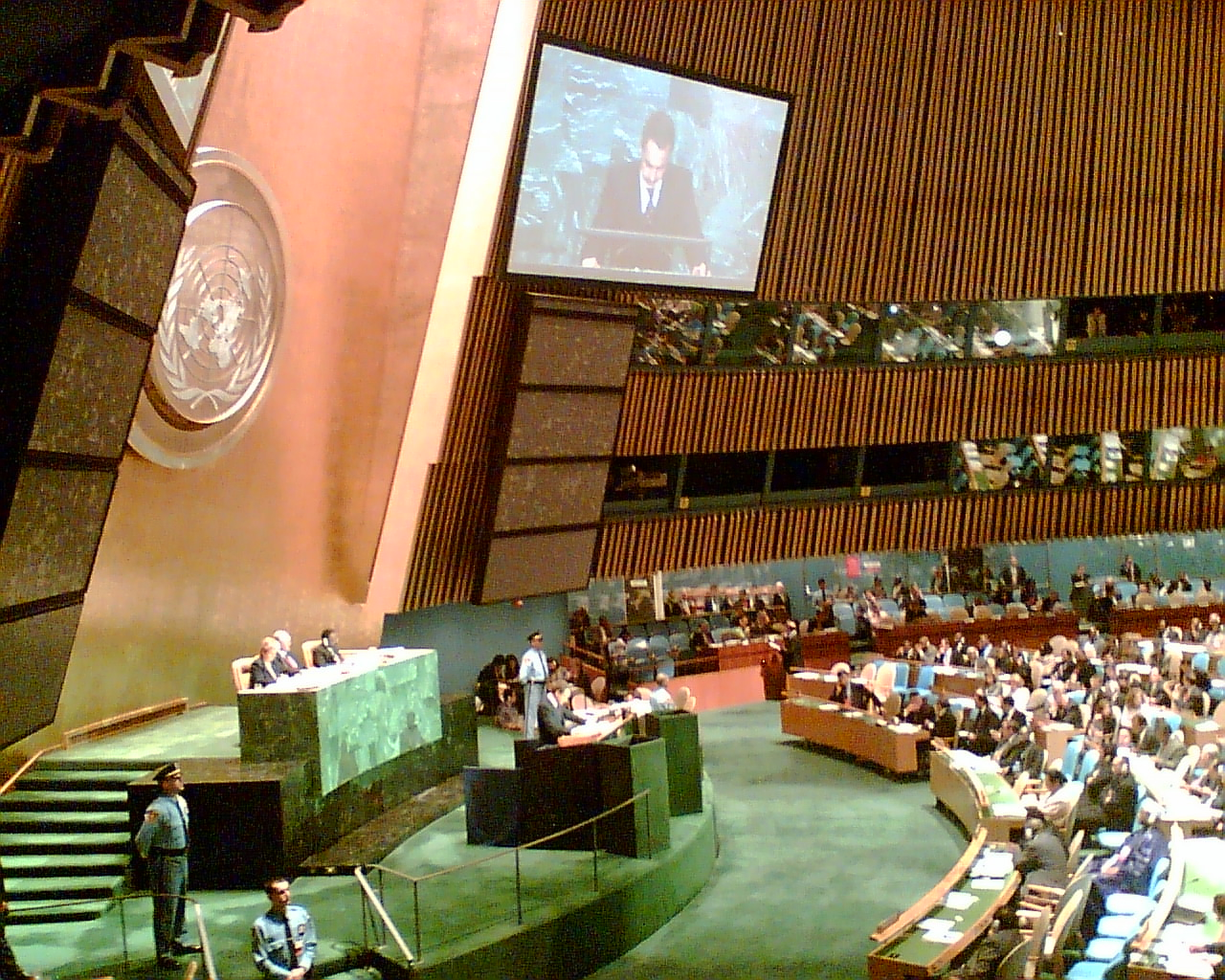
Zapatero fa un discurs a la seu de Nacions Unides a la ciutat de Nova York

La política exterior de Zapatero té com a punt de partida el retorn de les tropes que el president Aznar va enviar a l'Iraq. El compliment d'aquesta promesa electoral, tot just l'endemà de prendre possessió del càrrec, va ser durament criticada per l'oposició del PP i per l'administració Bush. Fins i tot, l'aleshores candidat demòcrata a la Casa Blanca, John Kerry va demanar a Zapatero que no tornés les tropes a Espanya. Des d'aleshores, les relacions entre el govern de Zapatero i l'administració Bush han estat més aviat fredes, amb relació a les relacions que havia establert el president Aznar.
Per altra banda, Zapatero va propulsar la creació de l'Aliança de Civilitzacions sota protecció de l'ONU. A pesar de tenir força acceptació, la negativa a entrar-hi, fins al 2006, del govern dels Estats Units ha propiciat poca representativitat a aquesta nova organització que va tenir el seu primer encontre a Palma. De la mateixa manera, el 2006 es va presentar a Istanbul (Turquia) el primer estudi d'aquesta organització. Zapatero, el primer ministre turc Recep Tayyip Erdoğan i Kofi Annan, impulsors del grup, presentaren les conclusions de l'estudi on s'assegurava que les causes del distanciament entre orient i occident eren de caràcter polític i no confessional.
El ministre d'Afers Exteriors de Zapatero és Miguel Ángel Moratinos, un conegut arabista. El juliol de 2006, Zapatero va criticar la intervenció militar israeliana al Líban.

### El procés de pau aEuskal Herria

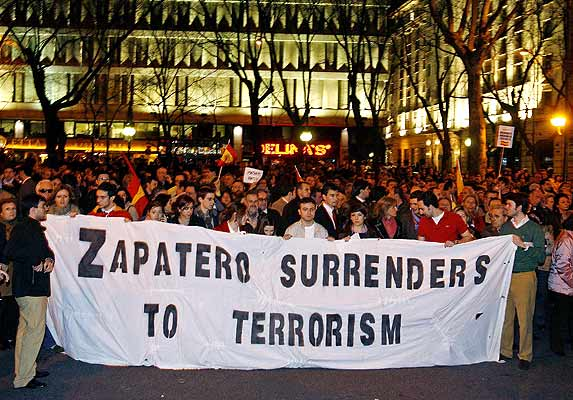
Protesta contra la política de Zapatero per la concessió de presó atenuada a l'etarra Iñaki de Juana Chaos

Una altra de les iniciatives polítiques de Zapatero ha estat la decisió de parlar amb l'organització armada ETA, en cas que aquesta declarés un alto el foc. Durant el debat de l'estat de la nació de 2005, tots els grups del congrés espanyol, amb excepció del PP, votaren una resolució en favor de què en absència de violència el govern pogués establir un diàleg amb la banda. El 22 de març de 2006 la banda declara un alto al foc permanent i s'obre a la possibilitat d'encetar un procés de negociació. Encara que l'extorsió a empresaris i la kale borroka continuà, el juny de 2006, el PSE-EE declarà que obria conversacions amb el braç polític d'ETA, la il·legalitzada Batasuna, fet que provocà la ruptura entre el PP i el PSOE. El 29 de juny de 2006, Zapatero confirmaria l'inici de converses amb ETA, i el 6 de juliol el PSE i Batasuna es reuneixen per primer cop després de l'alto al foc, no obstant això, la mateixa Batasuna ha afirmat que aquests contactes ja existien fins i tot abans de les eleccions generals de 2004.
El 29 de desembre de 2006 durant la valoració de Zapatero de l'any, després de l'últim consell de ministres, assegurà en relació al terrorisme que estàvem millor que l'any 2005 i que en 2007 ho estaríem encara més. Aquell mateix dia, ETA aparcà una furgoneta carregada amb explosius a l'aeroport de Barajas, a Madrid, que explotà el 30 de desembre de 2006, fet que provocà dues víctimes mortals i el trencament de l'alto el foc permanent. El mateix dia Zapatero anuncià la suspensió de tota iniciativa de diàleg. Dies després, el ministre de l'interior Alfredo Pérez Rubalcaba assegurava el trencament del procés i de les negociacions amb la banda armada ETA. El 15 de gener de 2007, Zapatero reconeix al Congrés dels diputats l'error d'afirmar que el procés anava ben encaminat. Tanmateix, membres de Batasuna i fins i tot del mateix partit socialista han reconegut contactes posteriors a l'atemptat.
Durant els mesos de febrer i març de 2007, el PP organitzà una sèrie de manifestacions a tot l'estat per protestar per la política antiterrorista del govern de Zapatero. La més important se celebra el 10 de març, on un nombre elevat de persones es manifestà a Madrid per la concessió per part del govern de presó atenuada a l'etarra Iñaki de Juana Chaos, que es trobava en un precari estat de salut com a conseqüència d'una vaga de fam.

## Legislatura2008-2011
El partit socialista va guanyar les eleccions generals espanyoles de 2008 aconseguint 169 escons, lluny de la majoria absoluta, i el Partit Popular n'obté 153. José Luis Rodríguez Zapatero va formar govern per segona vegada amb un Govern en minoria depenent dels pactes per tirar endavant els projectes i les lleis.
El 27 de juny de 2008 el Parlament Basc va aprovar una consulta sobre l'estatus polític de la comunitat autònoma del País Basc, que fou impugnada pel govern espanyol davant el Tribunal Constitucional, sent finalment anul·lada atès que les comunitats autònomes no en tenen competència, que és exclusiva de l'estat.
Amb una desviació pressupostària de 107.000 milions d'euros, i l'economia castigada per la crisi econòmica, l'esclat de la bombolla financera i uns índex d'atur superiors al 20%, José Luis Rodríguez Zapatero es va veure obligat el maig de 2010 a congelar les pensions, retallar el sou dels funcionaris, frenar notablement la despesa en obra pública, deixar sense efectivitat el xec-nadó, rebaixar l'ajuda al desenvolupament, reformar el sistema de pensions, pujar l'IVA, disminuir la despesa farmacèutica, anunciar la privatització d'empreses públiques com les Loteries de l'Estat i Aena, i aprovar un pla per a la reforma de les Caixes d'Estalvis i afrontar el polèmic tema del dèficit de les comunitats autònomes.
El 20 d'octubre de 2010 el president de govern espanyol presentà una àmplia reforma del govern i posicionà a Alfredo Pérez Rubalcaba com a Vicepresident Primer del Govern i Portaveu del Govern, substituint De La Vega i mantenint-lo en el càrrec de Ministre de l'Interior, fins que aquest fou nomenat candidat a la presidència del govern i l'11 de juliol de 2011 fou substituït per Elena Salgado Méndez com a vicepresidenta, Antonio Camacho Vizcaíno com a ministre de l'Interior, i José Blanco López com a portaveu del govern, per poder dedicar-se a la preparar la campanya. El 29 de juliol de 2011 va anunciar que s'avançarien les eleccions generals, a celebrar el 20 de novembre de 2011, que guanya Mariano Rajoy Brey amb majories absolutes al congrés i al senat.
L'economia espanyola va haver de ser rescatada en 2012 amb 100.000 milions d'euros dels fons de la zona euro. i la Troika (Comissió Europea, Banc Central Europeu i Fons Monetari Internacional) va establir un programa de recuperació econòmica. Espanya va negociar el suport financer d'un paquet de "Línia de crèdit condicionada amb precaució" (PCCL).

## Congrés del PSOE de 2012
El 4 de febrer de 2012 fou substituït com a nou secretari general del PSOE per Alfredo Pérez Rubalcaba, que va obtenir 487 vots, enfront de Carme Chacón, que n'aconseguí 465.